# Pentagon
Ne doit pas être confondu avec pentagone.
Cette page contient des caractères spéciaux ou non latins. S’ils s’affichent mal (▯, ?, etc.), consultez la page d’aide Unicode.
Pentagon (coréen : 펜타곤; stylisé PΣNTΛGON ou PTG) est un boys band sud-coréen de K-pop, originaire de Séoul, actif entre 2016 et 2024. Il est formé par Cube Entertainment, le groupe est composé de trois membres pendant leur dissolution : Jinho, Hui et Hongseok.
Le 14 novembre 2018, E'Dawn a officiellement quitté le groupe et pendant leur dissolution, Shinwon, Yeo One, Yan An, Yuto, Kino et Wooseok à résilier leur contrat à la dissolution du groupe et au subconscient temporaire des activités pour le groupe le 10 octobre 2024.
Ils ont été présentés via le concours de Mnet PΣNTΛGON Maker,,,. Le groupe débute le 10 octobre 2016 avec son premier mini-album auto-nommé Pentagon.
Le groupe s'est dissous le 10 octobre 2024 ce qui causa une suspension temporaire des activités du groupe. Par la suite, 3 des 9 membres auraient insulté un partenaire américain sur la K-pop[source secondaire nécessaire].

## Carrière

### Pré-débuts:Pentagon Maker
En décembre 2015, Cube Entertainment a annoncé qu'ils étaient en train de planifier les débuts d'un nouveau boys band vers la mi-2016, soit quatre ans après les débuts de BTOB. Le 26 avril 2016, l'agence a révélé officiellement son nouveau groupe nommé Pentagon, via un trailer "Come Into The World",.
Les membres ont été choisis grâce au concours, Pentagon Maker. Pentagon Maker fut diffusé en ligne via la filiale de contenu digital de Mnet, M2 où les garçons devaient montrer leur meilleur dans cinq aspects : "Performance", "Danse", "Travail d'équipe", "Talent", et l'"Esprit",,,,. À la fin de l'émission, Hui, Yeo One, Hongseok, Kino, Wooseok, Jinho et Yuto ont été confirmés comme les membres officiels du groupe.
Le 9 juillet, Pentagon met en ligne deux titres "Young" (produit par Dok2) et "Find Me" (produit par Tiger JK). Le clip vidéo de "Young" avec les membres, Hui, Yeo One, Kino, Wooseok, et Yuto a aussi été mis en ligne,,.
Le groupe était originellement censé tenir son premier concert le 23 juillet 2016 à la Jamsil Arena mais Cube Entertainment a dû repousser la date du concert ainsi que celle des débuts du groupe à la suite de problèmes internes,.

### 2016: Débuts avecPentagon, et sortie deFive Senses
Le 30 septembre 2016, les débuts du groupe sont confirmés pour le 10 octobre. Il a aussi été confirmé que le groupe sera composé de dix membres, incluant ceux qui ont été éliminés du programme Pentagon Maker, E'Dawn, Shinwon, et Yan An,.
Pentagon sort son premier EP, Pentagon, le 10 octobre. Pentagon contient sept titres, incluant le titre principal "Gorilla". Le groupe a également tenu son premier showcase le même jour,,,.
Le 7 décembre, le groupe sort son second mini-album Five Senses, possédant la chanson principale "Can You Feel It",.

### 2017: Débuts japonais,Ceremony,Demo_01etDemo_02
Le 22 janvier 2017, Pentagon met en ligne un clip vidéo spécial pour "Pretty Pretty", une chanson de leur second EP Five Senses. Chungha apparaît dans le clip.
Le 29 mars, le groupe sort son premier EP japonais Gorilla. L’album contient six pistes, incluant les versions japonaises de leurs titres "Gorilla", "Can You Feel It", "Pretty Pretty" et "You Are", ainsi que deux nouveaux titres japonais. Le 18 mai, le groupe sort le single "Beautiful", une ballade produite par Jung Il-hoon (BTOB).
Le 12 juin, Pentagon publie son troisième mini-album, Ceremony qui inclut le titre principal "Critical Beauty" (예뻐죽겠네),. Le membre Yan An a été incapable de participer aux promotions et aux activités pour l’album à la suite d'une blessure à la main. Le 24 juillet, ils sortent un clip vidéo spécialement pour leurs fans nommé "Precious Promise".
Le 6 septembre, le groupe sort son quatrième EP Demo_01 possédant le titre promotionnel "Like This", produit par Hui,.
Le 23 novembre, Pentagon publie son cinquième mini-album intitulé Demo_02, incluant le titre promotionnel "Runaway", qui est le deuxième titre à être produit par Hui,.

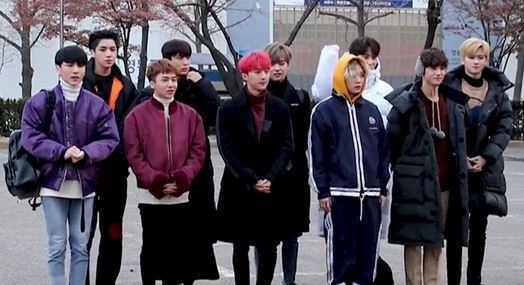
Pentagon en 2017

### 2018:Violet,Positive,Shine,Thumbs Up!et départ d’E'Dawn
Le 17 janvier 2018, Pentagon sort son second extended play japonais, Violet.
Le 2 avril, Pentagon sort son sixième EP, Positive, accompagné du clip vidéo pour la chanson principale "빛나리 (Shine)",. "Shine" connait un succès auprès du public.
La version japonaise de "Shine" est sortie le 29 août.
Le 10 septembre, le groupe met en ligne son septième mini-album Thumbs Up!, avec le titre principal "청개구리 (Naughty Boy)". E'Dawn et Yan An n’étaient pas présent pour cette sortie,.
Le 13 septembre, après que Hyuna a dévoilé sa relation avec E'Dawn en août, leur agence a déclaré qu’elle terminerait leurs contrats, citant qu’une confiance ne pouvait plus être maintenue,,. Le 14 novembre, Cube Entertainment confirme officiellement le départ d’E'Dawn du groupe et de l’agence,. L'annonce de leur renvoi a fait le tour du monde et de nombreux articles ont été publiés à leur sujet, notamment dans le New York Times, Teen Vogue, Cosmopolitan, BBC News, Billboard, CNN International. Puisque l’affaire remet en cause la vie privée des idoles et leurs relations amoureuses.

### 2019-présent:Cosmo, Genie:us et SUM(ME:R)
Pentagon sort un nouvel album japonais en février 2019, intitulé Cosmo,.
Le 27 mars, le groupe sort un nouvel EP. qui s'intitule Genie:us.
Le 17 juillet, Pentagon sort son dernier EP actuel, SUM(ME:R) avec comme chanson principale Humph!.

## Membres
| Nom de scène                   | Nom de scène | Nom de naissance | Nom de naissance | Date de naissance | Nationalité | Position                                                     |
| Romanisé Christina En Belgique | Coréen       | Romanisé         | Coréen           | Date de naissance | Nationalité | Position                                                     |
| ------------------------------ | ------------ | ---------------- | ---------------- | ----------------- | ----------- | ------------------------------------------------------------ |
| Jinho                          | 진호         | Cho Jinho        | 조진호           | 17 avril 1992     | Sud-coréen  | Chanteur principal, danseur, hyung (le plus vieux)           |
| Hui                            | 후이         | Lee Hoetaek      | 이회택           | 28 août 1993      | Sud-coréen  | Leader, chanteur principal, danseur                          |
| Hongseok                       | 홍석         | Yang Hongseok    | 양홍석           | 17 avril 1994     | Sud-coréen  | Chanteur secondaire, danseur                                 |
| Shinwon                        | 신원         | Go Shinwon       | 고신원           | 11 décembre 1995  | Sud-coréen  | Chanteur, danseur, visuel                                    |
| Yeo One                        | 여원         | Yeo Changgu      | 여창구           | 27 mars 1996      | Sud-coréen  | Chanteur secondaire, danseur                                 |
| Yan An                         | 옌안         | Yan An           | 閆桉             | 25 octobre 1996   | Chinois     | Chanteur, danseur, visuel                                    |
| Yuto                           | 유토         | Adachi Yuto      | 安達祐人         | 23 janvier 1998   | Japonais    | Rappeur secondaire, danseur                                  |
| Kino                           | 키노         | Kang Hyunggu     | 강형구           | 27 janvier 1998   | Sud-coréen  | Danseur principal, chanteur, visage du groupe                |
| Wooseok                        | 우석         | Jung Wooseok     | 정우석           | 31 janvier 1998   | Sud-coréen  | Rappeur principal, chanteur, danseur, maknae (le plus jeune) |

### Ancien membre
| Nom de scène | Nom de scène | Nom de naissance | Nom de naissance | Date de naissance | Nationalité | Position                                                  | Date de départ   |
| Romanisé     | Coréen       | Romanisé         | Coréen           | Date de naissance | Nationalité | Position                                                  | Date de départ   |
| ------------ | ------------ | ---------------- | ---------------- | ----------------- | ----------- | --------------------------------------------------------- | ---------------- |
| E'dawn       | 이던         | Kim Hyo-jong     | 김 효종          | 1er juin 1994     | Sud-coréen  | Danseur principal, rappeur principal, chanteur secondaire | 14 novembre 2018 |

## Discographie

### Mini-albums (EPs)
| Titre                                                                              | Détails de l’album | Meilleures positions | Meilleures positions | Meilleures positions | Meilleures positions | Ventes                             |
| Titre                                                                              | Détails de l’album | COR                  | JPN                  | JPN Hot              | US World             | Ventes                             |
| Coréen                                                                             | Coréen | Coréen               | Coréen               | Coréen               | Coréen               | Coréen                             |
| ---------------------------------------------------------------------------------- | --- | -------------------- | -------------------- | -------------------- | -------------------- | ---------------------------------- |
| Pentagon                                                                           | - Date de sortie : 10 octobre 2016 - Label : Cube Entertainment - Formats : CD, téléchargement numérique                               | 7                    | —                    | —                    | —                    | - COR : plus de 19,772             |
| Five Senses                                                                        | - Date de sortie : 7 décembre 2016 - Label : Cube Entertainment - Formats : CD, téléchargement numérique                               | 5                    | —                    | —                    | —                    | - COR : plus de 22,589             |
| Ceremony                                                                           | - Date de sortie : 12 juin 2017 - Label : Cube Entertainment - Formats : CD, téléchargement numérique                                  | 6                    | —                    | —                    | 14                   | - COR : plus de 23,111             |
| Demo_01                                                                            | - Date de sortie : 6 septembre 2017 - Label : Cube Entertainment - Formats : CD, téléchargement numérique                              | 8                    | 99                   | —                    | 5                    | - COR : plus de 13,759 - JPN : 808 |
| Demo_02                                                                            | - Date de sortie : 22 novembre 2017 - Label : Cube Entertainment - Formats : CD, téléchargement numérique                              | 8                    | —                    | —                    | —                    | - COR : plus de 23,257             |
| Positive                                                                           | - Date de sortie : 2 avril 2018 - Label : Cube Entertainment - Formats : CD, téléchargement numérique                                  | 6                    | —                    | —                    | 10                   | - COR : plus de 51,448             |
| Thumbs Up!                                                                         | - Date de sortie : 10 septembre 2018 - Label : Cube Entertainment - Formats : CD, téléchargement numérique                             | 4                    | 47                   | —                    | —                    | - COR : plus de 34,851 - JPN : 998 |
| Genie:us                                                                           | - Date de sortie : 27 mars 2019 - Label : Cube Entertainment - Formats : CD, téléchargement numérique                                  | 5                    |                      |                      |                      |                                    |
| SUM(ME:R)                                                                          | - Date de sortie : 17 juillet 2019 - Label : Cube Entertainment - Formats : CD, téléchargement numérique                               | 4                    |                      |                      |                      |                                    |
| Japonais                                                                           | |                      |                      |                      |                      |                                    |
| Gorilla                                                                            | - Date de sortie : 29 mars 2017 - Label : Cube Entertainment Japan - Formats : CD, téléchargement numérique                            | —                    | 5                    | —                    | —                    | - JPN : plus de 14,487             |
| Violet                                                                             | - Date de sortie : 17 janvier 2018 - Label : Cube Entertainment Japan - Formats : CD, téléchargement numérique                         | —                    | 4                    | —                    | —                    | - JPN : plus de 21,918             |
| Shine                                                                              | - Date de sortie : 29 août 2018 - Label : Cube Entertainment Japan - Formats : CD, téléchargement numérique                            | —                    | 4                    | 5                    | —                    | - JPN : plus de 25,454             |
| Cosmo                                                                              | - Date de sortie : 11 février 2019 - Labels : Cube Entertainment Japan, Universal Music Japan - Formats : CD, téléchargement numérique | À venir              | À venir              | À venir              | À venir              | À venir                            |
| Happiness / SHA LA LA                                                              | - Date de sortie : 21 août 2019 - Label : Cube Entertainment Japan - Formats : CD, téléchargement numérique                            |                      |                      |                      |                      |                                    |
| "—" signifie que l’album ne s'est pas classé ou n'est pas sorti dans cette région. | |                      |                      |                      |                      |                                    |

### Singles
| Titre                                                                               | Année  | Meilleures positions | Meilleures positions | Meilleures positions | Ventes               | Album       |
| Titre                                                                               | Année  | COR                  | COR Hot.             | US World             | Ventes               | Album       |
| Coréen                                                                              | Coréen | Coréen               | Coréen               | Coréen               | Coréen               | Coréen      |
| ----------------------------------------------------------------------------------- | ------ | -------------------- | -------------------- | -------------------- | -------------------- | ----------- |
| "Gorilla"                                                                           | 2016   | —                    | NC                   | —                    | NC                   | Pentagon    |
| "Can You Feel It" (감이 오지)                                                       | 2016   | —                    | NC                   | —                    | NC                   | Five Senses |
| "Pretty Pretty" (예쁨)                                                              | 2017   | —                    | —                    | —                    | NC                   | Five Senses |
| "Beautiful"                                                                         | 2017   | —                    | —                    | —                    | NC                   | Ceremony    |
| "Critical Beauty" (예뻐죽겠네)                                                      | 2017   | —                    | —                    | —                    | NC                   | Ceremony    |
| "Like This"                                                                         | 2017   | —                    | —                    | —                    | NC                   | Demo_01     |
| "Please Stay" (머물러줘)                                                            | 2017   | —                    | —                    | —                    | NC                   | Demo_02     |
| "Runaway"                                                                           | 2017   | —                    | —                    | —                    | NC                   | Demo_02     |
| "Shine" (빛나리)                                                                    | 2018   | 27                   | 24                   | 6                    | - US : plus de 3,000 | Positive    |
| "Naughty Boy" (청개구리; Green Frog)                                                | 2018   | —                    | —                    | 7                    | NC                   | Thumbs Up!  |
| Japonais                                                                            |        |                      |                      |                      |                      |             |
| "Gorilla"                                                                           | 2017   | —                    | —                    | —                    | NC                   | Gorilla     |
| "Violet"                                                                            | 2018   | —                    | —                    | —                    | NC                   | Violet      |
| "Shine"                                                                             | 2018   | —                    | —                    | —                    | NC                   | Shine       |
| "Cosmo"                                                                             | 2019   | À venir              | À venir              | À venir              | À venir              | Cosmo       |
| "—" signifie que le titre ne s'est pas classé ou n'est pas sorti dans cette région. |        |                      |                      |                      |                      |             |

### Collaborations
| Titre                         | Année | Autre(s) artiste(s)                                                                    |
| ----------------------------- | ----- | -------------------------------------------------------------------------------------- |
| "Special Christmas"           | 2016  | Hyuna, Jang Hyun-seung, BtoB, Roh Ji-hoon, CLC                                         |
| "Follow Your Dreams" (한걸음) | 2018  | Hyuna, Jo Kwon, BtoB, CLC, Yoo Seon-ho, (G)I-DLE                                       |
| "Upgrade"                     | 2018  | Hyuna, Jo Kwon, BtoB, CLC, Yoo Seon-ho, (G)I-DLE                                       |
| "Young & One"                 | 2018  | Hyuna, Jo Kwon, BtoB, CLC, Yoo Seon-ho, (G)I-DLE                                       |
| "Mermaid"                     | 2018  | Wooseok avec Lee Min-hyuk, Peniel Shin, Jung Il-hoon, Yeeun (CLC) et Soyeon ((G)I-DLE) |

### Clips vidéos
| Année | Titre                | Réalisateur            |
| ----- | -------------------- | ---------------------- |
|       | Coréen               |                        |
| 2016  | "Gorilla"            | Vikings League         |
| 2016  | "Can You Feel It"    | Vikings League         |
| 2017  | "Pretty Pretty"      | NC                     |
| 2017  | "Critical Beauty"    | Vikings League         |
| 2017  | "To Universe"        | NC                     |
| 2017  | "When I Was in Love" | bpm 권진모             |
| 2017  | "Like This"          | Flexible Pictures      |
| 2017  | "Runaway"            | Flexible Pictures      |
| 2017  | "Violet"             | bpm 권진모             |
| 2018  | "Shine"              | Flexible Pictures      |
| 2018  | "Naughty Boy"        | Digipedi               |
| 2019  | "SHA LA LA"          |                        |
| 2019  | "Humph!"             |                        |
|       | Japonais             |                        |
| 2017  | "Gorilla"            | Hong Won-ki (Zanybros) |
| 2018  | "Violet"             | bpm 권진모             |
| 2018  | "Shine"              | RIGEND FILM            |
| 2019  | "Cosmo"              | Hong Won-ki (Zanybros) |
| 2019  | "SHA LA LA"          |                        |
| 2019  | "Happiness"          |                        |

## Filmographie

### Télé-réalité
| Année     | Titre                   | Membre(s)     | Chaîne  | Note(s)                                                 |
| --------- | ----------------------- | ------------- | ------- | ------------------------------------------------------- |
| 2014      | Mix & Match             | Hongseok      | Mnet    | Concours de YG Entertainment (iKON)                     |
| 2016      | Pentagon Maker          | Tous          | Mnet-M2 | Concours pour déterminer les membres de Pentagon        |
| 2016      | After School Club       | Tous          | Arirang | invités de l'épisode 234(18/10/16) et 243(20/12/16)     |
| 2016-2017 | Pentagon's private life | Tous          | MBC     | sur la subalterne Heyo TV                               |
| 2017      | Weekly Idol             | Tous          | MBC     | invités de l'épisode 288 avec Victon et Momoland        |
| 2017      | Lipstick Prince         | Hui et E'dawn | OnStyle | émission de beauté, promotion de Triple H               |
| 2017      | Weekly Idol             | Hongseok      | MBC     | segment masked idol des épisodes 297,305,307 et 310     |
| 2017      | Weekly Idol             | Hui et E'dawn | MBC     | invités de l'épisode 305 avec Hyuna (Triple H (groupe)) |
| 2017      | After School Club       | Tous          | Arirang | invités de l'épisode 271(04/07/17)                      |
| 2017      | Produce 101 saison 2    | Hui et E'dawn | Mnet    | producteurs, épisode 8 et 9                             |
| 2018      | King of masked singer   | Hui           | MBC     | participants célèbres mais masqués                      |
| 2018      | After School Club       | Tous          | Arirang | invités de l'épisode 311(10/04/18)                      |
| 2018      | Idol room               | Tous          | JTBC    | invités de l'épisode 5 (9/06/18) avec (G)I-DLE          |

### Dramas
| Année | Titre                                 | Membre(s)                                    | Chaîne        | Note(s)   |
| ----- | ------------------------------------- | -------------------------------------------- | ------------- | --------- |
| 2016  | Spark                                 | Yeo One, Hui, E'Dawn, Yuto, Wooseok          | Naver TV Cast | Web Drama |
| 2017  | Hello my twenties( ou age of youth 2) | Jinho, Kino, Yeo One, Yuto, Shinwon, Wooseok | JTBC          | caméo     |
| 2018  | Joseon Beauty Pageant                 | Yeo One                                      | KBS           |           |

## Récompenses et nominations

### Asia Artist Awards
| Année | Travail nommé | Prix                          | Résultat   |
| ----- | ------------- | ----------------------------- | ---------- |
| 2016  | Pentagon      | Most Popular Artists (Singer) | Nomination |
| 2017  | Pentagon      | Most Popular Artists (Singer) | Nomination |

### Asia Model Awards
| Année | Travail nommé | Prix           | Résultat |
| ----- | ------------- | -------------- | -------- |
| 2017  | Pentagon      | New Star Award | Lauréat  |

### Gaon Chart Music Awards
| Année | Travail nommé | Prix               | Résultat   |
| ----- | ------------- | ------------------ | ---------- |
| 2017  | Pentagon      | Rookie of the Year | Nomination |

### Golden Disc Awards
| Année | Travail nommé | Prix                   | Résultat   |
| ----- | ------------- | ---------------------- | ---------- |
| 2017  | Pentagon      | New Artist of the Year | Nomination |
| 2017  | Pentagon      | Popularity Award       | Nomination |
| 2018  | "Positive"    | Album Daesang          | En attente |

### MBC Plus X Genie Music Awards
| Année | Travail nommé | Prix                         | Résultat   |
| ----- | ------------- | ---------------------------- | ---------- |
| 2018, | Pentagon      | Artist of the Year           | Nomination |
| 2018, | Pentagon      | Discovery of the Year        | Nomination |
| 2018, | Pentagon      | Genie Music Popularity Award | Nomination |
| 2018, | "Shine"       | Song of the Year             | Nomination |
| 2018, | "Shine"       | Dance Track (Male)           | Nomination |

### Mnet Asian Music Awards
| Année | Travail nommé | Prix                                | Résultat   |
| ----- | ------------- | ----------------------------------- | ---------- |
| 2016  | Pentagon      | Best New Male Artist                | Nomination |
| 2016  | Pentagon      | HotelsCombined Artist of the Year   | Nomination |
| 2018  | Shine         | Song of the Year                    | Nomination |
| 2018  | Shine         | Best Dance Performance – Male Group | Nomination |

### MTV Europe Music Awards
| Année | Travail nommé | Prix            | Résultat   |
| ----- | ------------- | --------------- | ---------- |
| 2018  | Pentagon      | Best Korean Act | Nomination |

### Seoul Music Awards
| Année | Travail nommé | Prix                 | Résultat   |
| ----- | ------------- | -------------------- | ---------- |
| 2017  | Pentagon      | New Artist Award     | Nomination |
| 2017  | Pentagon      | Bonsang Award        | Nomination |
| 2017  | Pentagon      | Popularity Award     | Nomination |
| 2017  | Pentagon      | Hallyu Special Award | Nomination |

### Soribada Best K-Music Awards
| Année | Travail nommé | Prix                   | Résultat |
| ----- | ------------- | ---------------------- | -------- |
| 2017  | Pentagon      | New Artist of the Year | Lauréat  |

### Korea Popular Music Awards
| Année | Prix                             | Travail nommé | Résultat   |
| ----- | -------------------------------- | ------------- | ---------- |
| 2018  | Best Artist                      | Pentagon      | En attente |
| 2018  | Best Digital Song                | Shine         | En attente |
| 2018  | Best Group Dance Track           | Shine         | En attente |
| 2018  | Popularity                       | Pentagon      | En attente |
| 2018  | Public Singing Performance Award | Pentagon      | Lauréat    |

### Korea Music Festival Special Awards
| Année | Prix              | Travail nommé | Résultat |
| ----- | ----------------- | ------------- | -------- |
| 2017  | Rising star Award | Pentagon      | Lauréat  |

### Korea Culture Entertainment Award
| Année | Prix              | Travail nommé | Résultat |
| ----- | ----------------- | ------------- | -------- |
| 2018  | KPop Singer Award | Pentagon      | Lauréat  |